# 白切爾克瓦
白切爾克瓦（羅馬化：Byala cherkva）是保加利亞的城鎮，位於該國北部，由大特爾諾沃州負責管轄，面積38.54平方公里，海拔高度104米，受大陸性氣候影響，2009年人口2,612。